# Magny-Fouchard
Magny-Fouchard é uma comuna francesa na região administrativa de Grande Leste, no departamento de Aube. Estende-se por uma área de 15,16 km². Em 2010 a comuna tinha 268 habitantes (densidade: 17,7 hab./km²).